# マニトワック (戦車揚陸艦)
|          |                                                               |
| 艦歴     |                                                               |
| 発注     | 1965年12月29日                                                |
| 起工     | 1967年2月27日                                                 |
| 進水     | 1969年1月4日                                                  |
| 就役     | 1970年1月24日                                                 |
| 退役     | 1993年6月30日                                                 |
| その後   | 台湾海軍に移管                                                |
| 除籍     | 2002年7月23日                                                 |
| 性能諸元 |                                                               |
| 排水量   | 5,190トン（軽貨）8,792トン（満載）                            |
| 全長     | 522 ft 0 in (159.11 m)                                        |
| 全幅     | 70 ft 0 in (21.34 m)                                          |
| 吃水     | 19 ft (5.8 m)                                                 |
| 機関     | ディーゼルエンジン6基、16,000 hp (12,000 kW) バウ・スラスター |
| 最大速   | 20ノット (37.0 km/h)                                          |
| 乗員     | 士官14名、兵員210名、搭載人員350名                            |
| 兵装     |                                                               |

マニトワック (USS Manitowoc, LST-1180) は、アメリカ海軍の戦車揚陸艦。ニューポート級戦車揚陸艦の1隻。艦名はウィスコンシン州マニトワックに因む。その名を持つ艦としては2隻目。

## 艦歴
マニトワックは LST-1180 として1967年2月27日にペンシルベニア州フィラデルフィアのフィラデルフィア海軍造船所で起工した。1967年3月21日にマニトワックと命名、1969年1月4日にゲイロード・ネルソン夫人によって進水し、1970年1月24日に就役する。
マニトワックは1971年から1972年までの間に2度ベトナムに展開した。その後1982年にはレバノンへ部隊を輸送し、翌年には撤収作業に参加した。1983年10月から11月にかけて、グレナダ侵攻に参加した。マニトワックは湾岸戦争にも参加し、1993年6月30日に退役した。2000年9月29日、防衛援助計画に基づき台湾海軍に移管された。台湾海軍では中和 (ROCS Chung Ho, LST-232) の艦名で就役している。